# Храм Благовештења пресвете Богородице у Гвајакилу
Храм Благовештења пресвете Богородице (шп. Templo Ortodoxo de la Anunciación a la Santísima Madre de Dios) jeсте храм Српске православне цркве у Гвајакилу, другом најмногољуднијем граду у Еквадору, уједно је и први православни храм у тој држави. Освештан је 2022. године.

## Историја
Православни верници у Еквадору се окупљају од 1982. године, али Српска православна црква је тек 2012. године почела слати свештеника једном месечно да служи верницима у овој држави.
Српска православна црква је основала епархију за Јужну Америку 2011. године и поставила као администратора митрополита Амфилохија. Године 2015. митрополит Амфилохије поставља новорукоположеног јеромонаха Рафаила као првог сталног пароха за град Гвајакил и цели Еквадор. Отац Рафаило је са својим парохијанима и уз помоћ митрополита Амфилохија саградио први православни храм и уједно манастир у Еквадору, који је освештан 13. новембра 2022.
Храм је посвећен Благовештењу пресвете Богородице, под духовним је руководством СПЦ. Храм је освештао епископ буеносајрески и јужноцентралноамерички Кирило, а саслуживали су му викар епархије за Еквадор и Перу архимандрит Рафаило, јеромонах Симеон, викар Епархије за Колумбију, новорукоположени презвитер Василије Гонзалес, други парох у Гвајакилу и протојереј ставрофор Данило, свештеник Румунске православне цркве, мисионар у Киту.
У Еквадору данас живи много имигранта који долазе са Блискога истока (Либанаца, Сиријица и Палестинаца) који су православне вере и којима веома значи присуство православног свештеника у Еквадору који је карика измеђњу њих и њиховог православног порекла. Исто тако у Еквадору живи много словенских народа који редовно учествују у богослужењима (Руса, Украјинаца, Белоруса, Бугара, Македонаца и неколико Срба). По речима епископа Кирила, и Еквадорци су, код оца Рафаила, веома искрено примили православље. Православни Еквадорци чине већину верника ове парохије.

## Галерија
- Освештање храма, 13. октобра 2022. г.
- Епископски крст владике Кирила
- Епископ Кирило, архимандрит Рафаило и протосинђел Симеон
- Епископ Кирило
- Верни народ
- Верни народ на светој литургији
- Хор Свети Димитрије Солунски
- Прва православна крстионица у Еквадору